# Gavialidae
Gavialidae é uma família de crocodilianos da ordem Crocodylia. Os gavialídeos consistem de apenas duas espécies, o gavial (Gavialis gangeticus) e o falso-gavial (Tomistoma schlegelii), únicos representantes vivos de seus gêneros. Ambos são nativos da Índia e península Malaia.
Os gavialídeos são grandes répteis semi-aquáticos, semelhantes aos crocodilos, porém com um focinho muito mais fino, utilizado para capturar peixes - já que eles não possuem a força na mandíbula para capturar grandes presas, como os mamíferos preferidos pelos crocodilos e aligátores do mesmo tamanho.

## Classificação
Família Gavialidae Hay, 1930
- Gênero incertae sedis †Eogavialis Buffetaut, 1982
- Subfamília Gavialinae Hay, 1930
  - Gênero Gavialis Oppell, 1811
- Subfamília †Gryposuchinae Vélez-Juarbe, Brochu & Santos, 2007
  - Gênero †Aktiogavialis Vélez-Juarbe, Brochu & Santos, 2007
  - Gênero †Gryposuchus Langston, 1965
  - Gênero †Ikanogavialis Sill, 1970
  - Gênero †Siquisiquesuchus Brochu & Rincón, 2004
  - Gênero †Piscogavialis Kraus, 1998
  - Gênero †Hesperogavialis Bocquentin et al., 1981
- Subfamília Tomistominae Kalin, 1955
  - Gênero Tomistoma Müller, 1846
  - Gênero †Kentisuchus Mook, 1955
  - Gênero †Gavialosuchus Toula & Kail, 1885
  - Gênero †Paratomistoma Brochu & Gingerich, 2000
  - Gênero †Rhamphosuchus Lydekker, 1886
  - Gênero †Toyotamaphimeia Aoki, 1983

† Indica grupo já extinto